# Киперчены
Киперчены, Киперчень (рум. Chiperceni) — село в Оргеевском районе Молдавии. Является административным центром коммуны Киперчены, включающей также сёла Андреевка и Воротец.

## История
Согласно спискам населенных мест Бессарабской губернии за 1859 год, Киперчены — резешское село при вершине оврага и двух прудах в 276 дворов. Население составляло 1105 человек (551 мужчина, 554 женщины). Село входило в состав Оргеевского уезда Бессарабской губернии. Имелось две православных церкви.
По данным справочника «Волости и важнейшие селения Европейской России» за 1886 год, Киперчены — административный центр Киперченской волости Оргеевского уезда.
В 1940—1956 годах Киперчены являлись административным центром упразднённого Киперченского района.

## География
Село расположено на высоте 140 метров над уровнем моря.

## Население
По данным переписи населения 2004 года, в селе Киперчень проживает 2295 человек (1092 мужчины, 1203 женщины).
Этнический состав села:
| Национальность | Число жителей | Процентный состав |
| -------------- | ------------- | ----------------- |
| молдаване      | 2255          | 98,26             |
| румыны         | 23            | 1,0               |
| русские        | 12            | 0,52              |
| украинцы       | 4             | 0,17              |
| прочие         | 1             | 0,04              |
| Всего          | 2295          | 100 %             |

## Известные уроженцы
- Тудосе, Роман (Tudose Roman; 1887—1921) — молдавский поэт.